# Błociszewo
Błociszewo (prononciation : [bwɔt͡ɕiˈʂɛvɔ]) est un village polonais de la gmina de Śrem dans le powiat de Śrem de la voïvodie de Grande-Pologne dans le centre-ouest de la Pologne.
Il se situe à environ 8 kilomètres à l'ouest de Śrem (siège de la gmina et du powiat) et à 36 kilomètres au sud de Poznań (capitale régionale).

## Histoire
De 1975 à 1998, le village faisait partie du territoire de la voïvodie de Poznań.

Depuis 1999, Błociszewo est situé dans la voïvodie de Grande-Pologne.
Le village possède une population de 389 habitants en 2014.